# 国際連合安全保障理事会決議1054
国際連合安全保障理事会決議1054（こくさいれんごうあんぜんほしょうりじかいけつぎ1054 英: United Nations Security Council Resolution 1054）は、1996年4月26日に国際連合安全保障理事会において採択された決議。1995年6月26日にエチオピアの首都であるアディスアベバで開催されたアフリカ統一機構の会議に参加していたエジプトのホスニー・ムバーラク大統領に対する暗殺未遂に関する決議1044（1996年1月31日に全会一致で採択：エジプト大統領暗殺未遂犯の身柄引き渡しをスーダン政府に要求）を改めて確認した上で、国際安全保障理事会はスーダン政府が容疑者の身柄をエチオピアに引き渡すべきとのアフリカ統一機構の求めに応じなかったために制裁を科すこととした。
国際安全保障理事会は、暗殺未遂事件に関しての警鐘を鳴らすことで、容疑者が裁判にかけられることになると表明した。今回のエジプト大統領暗殺未遂事件について、アフリカ統一機構はエジプト大統領だけではなく、エチオピアの主権およびアフリカ全体への攻撃であるとの見解を示した。さらにスーダン政府が求めに応じないことについては国際平和と安全秩序を脅かしているとの指摘がなされた。
国際連合憲章第7章（平和に対する脅威、平和の破壊および侵略行為に関する行動）に則って、国際連合安全保障理事会は暗殺未遂事件の容疑者の身柄を直ちにエチオピアへ引き渡すこと、テロ活動に従事する人物を支援しないこと、およびテロリストを本国に留まらせないことなどをスーダン政府に対して要求した。以下に示している条項は1996年5月10日の0時01分（東部標準時）に発効される。
（a）スーダン政府関係者および軍関係者の渡航に対する制限
（b）スーダンでの国際会議開催の自粛
（c）ブトロス国際連合事務総長への決議1054に基づく措置を講じたことに対する60日以内の報告義務。なお、国際連合第7章の規約を遵守しているのは僅か40か国に留まっている。
国際連合安全保障理事会はスーダン政府に対して60日以内にブトロス事務総長に条項に対する報告を行うように要請し、報告状況に応じてスーダン政府が条項を遵守しているか否かを判断することになった。
本決議は13か国の賛成票により採択されたが、中国とロシアが投票を棄権した。本決議を受けて、スーダン政府は本決議の採択が「衝撃的」かつ「不公平」なものであるとして、本国を孤立させるための暴挙であると非難した。その後もスーダン政府が容疑者の身柄引き渡しに応じる姿勢を見せなかったため、決議1070（エジプト大統領暗殺未遂犯の身柄引き渡しに応じる姿勢を見せないスーダン政府に対する追加制裁）において更なる制裁を科すこととなった。